# Afodillväxter
Afodillväxter (Asphodelaceae) är en familj med enhjärtbladiga växter som omfattar omkring 800 arter. Hälften av dessa tillhör släktet Aloe. Afodillväxterna är hemmahörande i Afrika och från medelhavsområdet till centrala Asien. Ett släkte, Bulbinella, kommer från Nya Zeeland. Den största artrikedomen finns i Sydafrika.
Afodillväxterna är örter, buskar eller träd. De är fleråriga och vissa arter är suckulenta.

## Systematik
Släktena i afodillväxtfamiljen var tidigare uppdelade mellan liljeväxter (Liliaceae) och aloeväxter (Aloeaceae). Den sistnämnda familjen ingår numera helt i afodillväxterna.
Nyare klassificeringssystem, som Angiosperm Phylogeny Group, anger att afodillväxterna alternativt kan ingå i grästrädsväxterna (Xanthorrhoeaceae). De placeras även som fristående familj i en monofyletisk grupp.